# André Hans
André Hans (* 7. März 1963 in Leipzig) ist ein ehemaliger deutscher Radrennfahrer.

## Sportliche Laufbahn
Hans war Straßenradsportler und in der DDR aktiv. 1984 gewann er die nationale Meisterschaft im Straßenrennen der Junioren und wurde bei seiner ersten DDR-Rundfahrt als 45. klassiert.
Er startete für den SC Dynamo Berlin, ab 1990 für die SG AdW Berlin. 1985 hatte er seinen ersten Einsatz in der Nationalmannschaft der Männer und platzierte sich in der Tour de Bohemia auf dem 40. Gesamtrang. Weitere Einsätze mit der Nationalmannschaft hatte er in Bulgarien und Jugoslawien. Die DDR-Rundfahrt beendete er als 34. Hans gewann in jener Saison den Internationalen Tribüne Bergpreis und wurde Zweiter in den Eintagesrennen Berlin–Cottbus–Berlin und Berlin–Angermünde–Berlin. In der nationalen Meisterschaft im Mannschaftszeitfahren 1986 kam er auf den 2. Platz. Bei Berlin–Cottbus–Berlin wurde Hans Dritter. In der DDR-Rundfahrt wurde er 11. und in der Rumänien-Rundfahrt 15. der Gesamtwertung. 1987 kam er in der DDR-Rundfahrt auf den 31. Platz, nachdem er nach einer Verletzung längere Zeit pausieren musste. 1990 gewann er das Rennen Köln–Schuld–Frechen. Im ältesten deutschen Eintagesrennen Rund um Berlin wurde er beim Sieg von Falk Boden wie schon 1988 Dritter.